# Bythiospeum articense
Bythiospeum articense é uma espécie de gastrópode  da família Hydrobiidae.
É endémica de França.